# يوم الغبيط
يوم الغبيط ويقال يوم صحراء فلج، ويقال يوم أعشاش، ويقال يوم الثعالب، أحد أيام العرب في الجاهلية، لبني حنظلة من تميم على بكر بن وائل، وفيه أُسِرَ بسطام فارس بكر.

## المعركة
أن بسطام بن قيس والحوفزان بن شريك ومفروق بن عمرو ساروا في جمع من بني شيبان إلى بلاد تميم، فاغاروا على الثعالبة (بنو ثعلبة بن يربوع، بنو ثعلبة بن سعد بن ذبيان، بنو ثعلبة بن عدي بن قران، بنو ثعلبة بن سعد بن ضبة بن إد) وكانوا متجاورين بصحراء فلج، فاستاقوا إبلهم. فركبت إليهم بنو مالك بن حنظلة دون مجاشع بن دارم، وفي مقدمتهم عتيبة بن الحارث بن شهاب اليربوعي وفرسان بني يربوع ومعه من رؤساء تميم الأحيمر بن عبد الله وأسيد بن جباة وحر بن سعد ومالك بن نويرة، وساروا في أثر بني شيبان فادركوهم بغبيط المدرة فقاتلوهم وصبر الفريقان، ثم انهزمت بني شيبان واستعادت بني تميم ما كانوا غنموه من أموالهم، وقتلت بني شيبان أبو مرحب ربيعة بن حصين.

## اسرعتيبةلبسطام بن قيس
وألحّ عتيبة بن الحرث على بسطام بن قيس فأدركه، فقال له: استأسر أبا الصهباء فأنا خير لك من الفلات والعطش، فاستأسر له بسطام.
فقالت بنو ثعلبة: يا أبا حَزْرَةْ إنّ أبا مَرْحَب قد قُتِلَ، وقد أسرت بِسْطاماً، وهو قاتِلُ مُلَيْلِ وبُجَيْرِ ابْنَيْ أبي مُلَيْل ومالِكِ بنِ حِطّانَ يومَ قُشاوَةَ فاقْتُلْهُ. قال: إنّي مُعيلٌ وأنا أُحِبّ اللبنُّ. قالوا: إنّك لَتُفاديه وتُخلّي عنه فيعود فيَحْرُبُنا. فأبى فقال بِسطام: يا عُتَيْبَةَ إنّ بني عُبَيْد أكثرُ من بني جعفر وأعَزّ . وقد قُتِلَ أبو مَرْحَب ولي في بني عُبَيْد أَثَرٌ بَئيسٌ (أي ذو بُؤْسٍ)، وهم آخِذِيّ منك، ولن تَقْدِر بنو جعفر على أنْ يمنعوني منهم، وأنا مُغْطيك من المال عائِرَةً عَيْنَيْنِ. (يعني كثيراً تذهب العينُ فيه وتَجيءُ) فقال : لا جَرَم واللّه لأضَعَنَّك في أعزٌ بَيْتَيْنِ من مُضَرَ في بني جعفر بن كلاب أو في بني عمرو بن جُنْدَب. ثمّ من بني عمرو ابن تميم من بَلْعَتْبَرِ. فأختار بِسطام بني جعفر لِخِلْهِ عامِرٍ بن الطَّفَيْل.

ورواية اخرى : فقال بنو ثعلبة لعتيبة: إن أبا مرحب قد قتل وقد أسرت بسطامًا وهو قاتل مليل وبجير ابني أبي مليل ومالك بن حطان وغيرهم فاقتله. قال: إني معيل وأنا أحب اللبن. قالوا: إنك تفاديه فيعود فيحاربنا مالنا فأبى عليهم وسار به إلى بني عامر بن صعصعة لئلا يؤخذ فيقتل وإنما قصد عامرًا لأن عمته خولة بنت شهاب كانت ناكحًا فيهم،

فقال مالك بن نويرة في ذلك:
ولما توسط عتيبة بيوت بني عامر صاح بسطام: واشيباناه! ولا شيبان لي اليوم! فبعث إليه عامر بن الطفيل: إن استطعت أن تلجأ إلى قبتي فافعل فإني سأمنعك وإن لم تستطع فاقذف نفسك في الركي. فأتى عتيبة تابعه فأخبره بذلك فأمر ببيته فقوض. فركب فرسه وأخذ سلاحه ثم أتى مجلس بني جعفر وفيه عامر بن الطفيل فحياهم وقال: يا عامر قد بلغني الذي أرسلت به إلى بسطام فأنا مخيرك فيه خصالًا ثلاثًا. فقال عامر: وما هي، قال: إن شئت فأعطني خلعتك وخلعة أهل بيتك حتى أطلقه لك فليست خلعتك وخلعة أهل بيتك بشر من خلعته وخلعة أهل بيته. فقال عامر: هذا لا سبيل إليه. قال عتيبة: ضع رجلك مكان رجله فلست عندي بشر منه. فقال: ما كنت لأفعل، قال عتيبة: تتبعني إذا جاوزت هذه الرابية فتقارعني عنه على الموت. فقال عامر: هذه أبغضهن إلي. فانصرف به عتيبة إلى بني عبيد بن ثعلبة فرأى بسطام مركب أم عتيبة رثًا فقال: يا عتيبة هذا رحل أمك قال: نعم. قال: ما رأيت رحل أم سيدٍ قط مثل هذا. فقال عتيبة: واللات والعزى لا أطلقك حتى تأتيني أمك بحدجها وكان كبيرًا ذا ثمن كثيرٍ وهذا الذي أراد بسطام ليرغب فيه فلا يقتله. فأرسل بسطام فأحضر حدج أمه وفادى نفسه بأربعمائة بعير وقيل: بألف بعير وثلاثين فرسًا وهودج أمه وحدجها وخلص من الأسر. فلما خلص من الأسر أذكى العيون على عتيبة وإبله فعادت إليه عيونه فأخبروه أنها على أرباب فأغار عليها وأخذ الإبل كلها وما لهم معها.